# Heinz Kloss
Heinz Kloss (ur. 30 października 1904 w Halle (Saale), zm. 13 czerwca 1987) – niemiecki językoznawca, światowej sławy autorytet w dziedzinie mniejszości językowych.
Wprowadził do socjolingwistyki terminy Abstand- i Ausbausprachen, określające dwa typy kryteriów definiujących pojęcie języka. Zdefiniował też pojęcie języków policentrycznych (pluricentrycznych).

## Wybrana twórczość
- Nebensprachen: eine sprachpolitische Studie über die Beziehungen eng Verwandter Sprachgemeinschaften, Wilhelm Braumüller, Universitäts-Verlagsbuchhandlung, 1929. Brak numerów stron w książce
- Das Volksgruppenrecht in den Vereinigten Staaten von Amerika, Essener Verlagsanstalt, 1940–1942. Brak numerów stron w książce (dwa tomy)
- Abstand languages and Ausbau languages, „Anthropological Linguistics”, 9 (7), 1967, s. 29–41, DOI: 10.1515/9783110860252.278, ISBN 978-3-11-086025-2.???
- Abstandsprachen und Ausbausprachen, [w:] Joachim Göschel, Norbert Nail, Gaston van der Elst (red.), Zur Theorie des Dialekts: Aufsätze aus 100 Jahren Forschung, Wiesbaden: F. Steiner, 1976 (Zeitschrift fur Dialektologie and Linguistik, Beihefte, n.F., Heft 16), s. 301–322, ISBN 978-3-515-02305-4.
- The American Bilingual Tradition, Newberry House, 1977, ISBN 978-0-912066-06-6. Brak numerów stron w książce